# Пантајде (Козенца)
Пантајде је насеље у Италији у округу Козенца, региону Калабрија.
Према процени из 2011. у насељу је живело 74 становника. Насеље се налази на надморској висини од 190 м.